# Kloákások
A kloákások (Monotremata) az emlősök osztályának egyik rendjét alkotják. Ebbe a csoportba tartoznak a tojásrakó emlősök alosztályának egyedüli ma élő képviselői, a hangyászsünök, valamint a kacsacsőrű emlős. A hangyászsünöknek összesen négy, a kacsacsőrű emlősöknek pedig csupán egyetlen fajuk ismeretes. Bár ősi tulajdonságaik miatt sokan kezdetleges, fejletlen állatoknak tartják őket, valójában valamennyi ma élő képviselőjük szélsőségesen alkalmazkodott formának számít. Az elevenszülő emlősöktől (Theria) eltérően szikanyagban gazdag, lágy héjú tojással szaporodnak.

## Leírásuk
Testükön egyetlen kivezető nyílás (kloáka) van, amely ellátja a a végbél, a vesevezeték és az ivarszerv nyílásának funkcióját is, hasonlóan a hüllőkhöz és a madarakhoz. Hasonlóképpen tojással szaporodnak. Az anyaállat testén két tejmirigymező van, a tojásból kikelt kölykök onnan nyalogatják le a tejszerű váladékot. A tejmirigymezők az emlők kifejlődése felé vezető kezdeti lépcsőfoknak tekinthetők.

## Rendszerezés
Két fő fejlődési irányukat a legtöbb korszerű rendszertan két családként különíti el. Alább a rend élő fajainak rendszerezése látható.
- Kacsacsőrű emlősök (Ornithorhynchidae) családja – Gray, 1825
  - Ornithorhynchus – Blumenbach, 1800 – kacsacsőrű emlősök
    - kacsacsőrű emlős (Ornithorhynchus anatinus) – Shaw, 1799

- Hangyászsünfélék (Tachyglossidae) családja – Gill, 1872
  - Tachyglossus – Illiger, 1811 – rövidcsőrű hangyászsünök
    - rövidcsőrű hangyászsün (Tachyglossus aculeatus) – Shaw, 1792

  - Zaglossus – Gill, 1877 – hosszúcsőrű hangyászsünök
    - Attenborough-hangyászsün (Zaglossus attenboroughi) – Flannery & Groves, 1998
    - Keleti hosszúcsőrű hangyászsün (Zaglossus bartoni) – Thomas, 1907
    - Nyugati hosszúcsőrű hangyászsün (Zaglossus bruijni) – Peters & Doria, 1876

Más, kevésbé használt rendszerek indokoltnak tartják a tojásrakó emlősöket két külön rendbe sorolni: egyikbe a hangyászsünöket, a másikba a kacsacsőrű emlősöket:
- Hangyászsünök rendje (Tachyglossa) – Gill, 1872
- Kacsacsőrű emlősök rendje (Platypoda) – Gill, 1872

Ennek a szemléletnek jelentősen ellentmond, hogy molekuláris genetikai bizonyítékok szerint a hangyászsünök lényegesen közelibb rokonai a ma élő kacsacsőrű emlősnek, mint az a kihalt fosszilis kacsacsőrűeknek (Obdurodon sp.), amelyek szinte úgy néztek ki, mint a mai kacsacsőrűek, csak éppen fogak voltak a csőrükben.
Ennek alapján valószínűsíthető, hogy a hangyászsünök ősei is kacsacsőrűek voltak, de mintegy 50-55 millió éve felhagytak a vízi életmóddal, és a szárazföldre visszatérve hangyaevésre szakosodtak, csőrük csőszerű szájszervvé alakult.